# باک جونگیانگ
باک جونگیانگ (해악؛ ۴ مهٔ ۱۸۷۲ – ۲۳ آوریل ۱۹۵۹) فیلسوف، فعال اجتماعی و سیاستمدار در دوران پادشاهی چوسان و استعمار ژاپن بر کره بود.
وی در سال ۱۹۲۸ فرماندار استان هوانگهه و در سال ۱۹۲۳ تا ۱۹۲۵ فرماندار استان چونگچانگ شمالی بوده‌است.

## نگارخانه

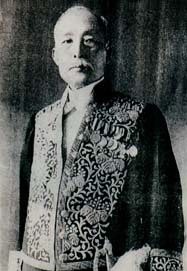
Bak Jungyang (1941)
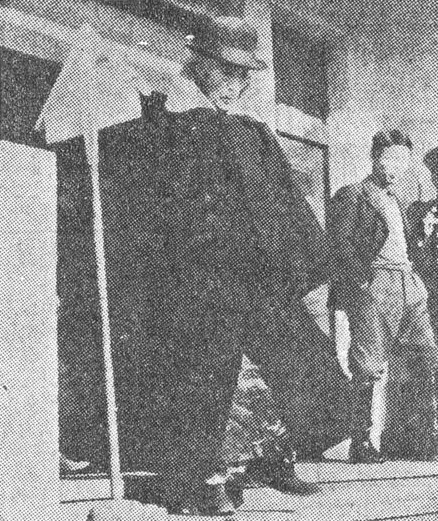
Bak Jungyang (1949.01)
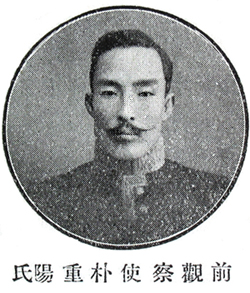
Bak Jungyang (1907.06)
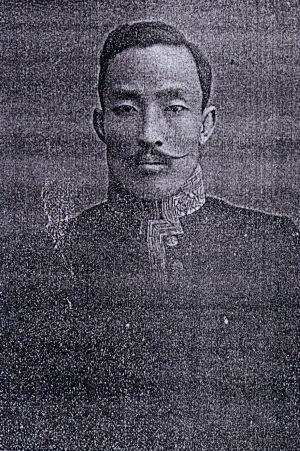
Bak Jungyang (1908)
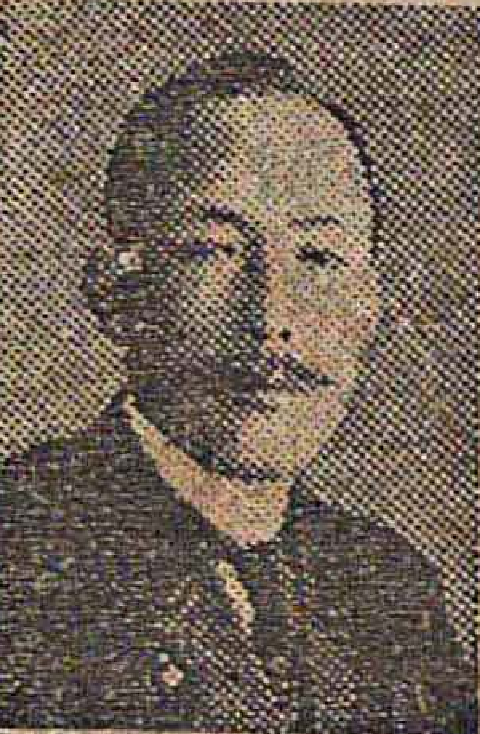
Bak Jungyang (1925)
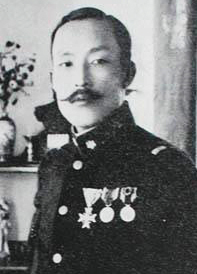
Bak Jungyang (1932)
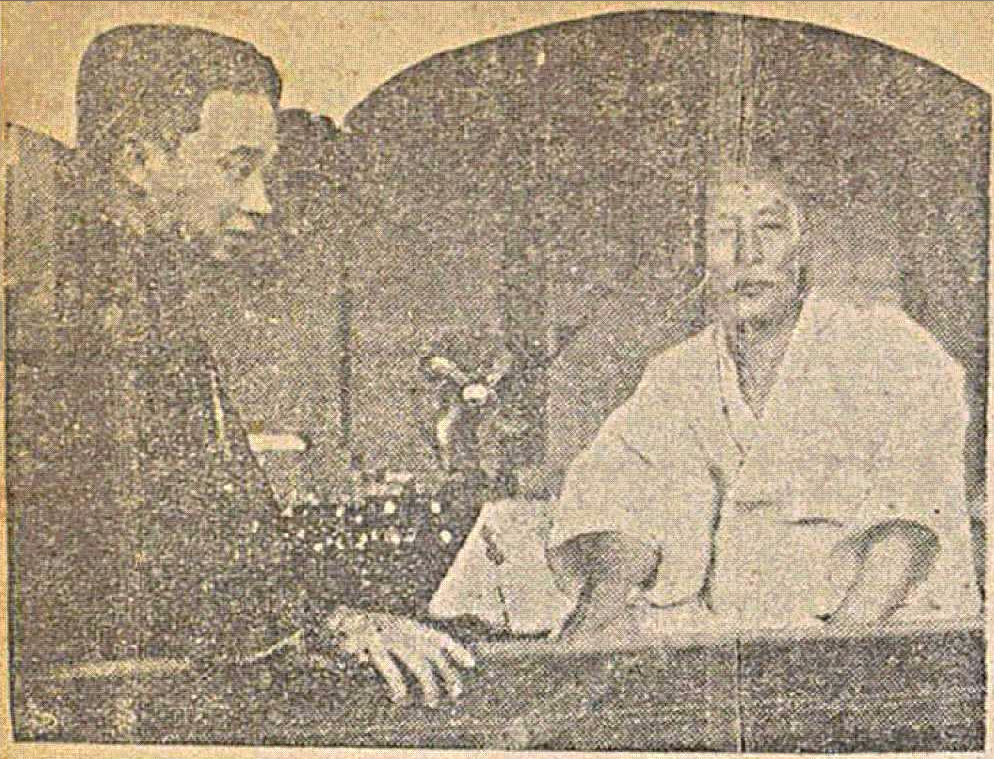
Bak Jungyang and one jounarists (1935)